# 16 décembre dans les chemins de fer
16 novembre 16 janvier
Chronologies thématiques
- Croisades
- Sports
- Disney

Cette page concerne les événements qui se sont déroulés un 16 décembre dans les chemins de fer.

## Événements

### XIXesiècle
- 1867. France : ouverture de la section, à voie unique, entre Châteaulin et Landerneau de la ligne de Savenay à Landerneau, avec quatre station intermédiaires de quatrième catégorie : Quimerc'h, Hanvec, Daoulas et Dirinon, par la Compagnie du chemin de fer de Paris à Orléans (PO)[1],[2].

### XXIesiècle
- 1994. France : ouverture du tramway de Rouen.
- 2006. France : Inauguration et mise en service de la ligne T3 du tramway parisien.
- 2006. France : Inauguration de la ligne 2 du tramway de Montpellier.